# Dentridactylus denticulatus
Dentridactylus denticulatus är en insektsart som först beskrevs av Henri Saussure 1874.  Dentridactylus denticulatus ingår i släktet Dentridactylus och familjen Tridactylidae. Inga underarter finns listade i Catalogue of Life.